# Липенка
Липенка (рус. Липенка) малена је река на западу европског дела Руске Федерације. Протиче преко северних делова Псковске области, односно преко северне територије њеног Псковског рејона. Притока је Псковског језера, те део басена реке Нарве и Финског залива Балтичког мора.
Укупна дужина водотока Липенке је 14 km.